# Гагаузский национальный костюм

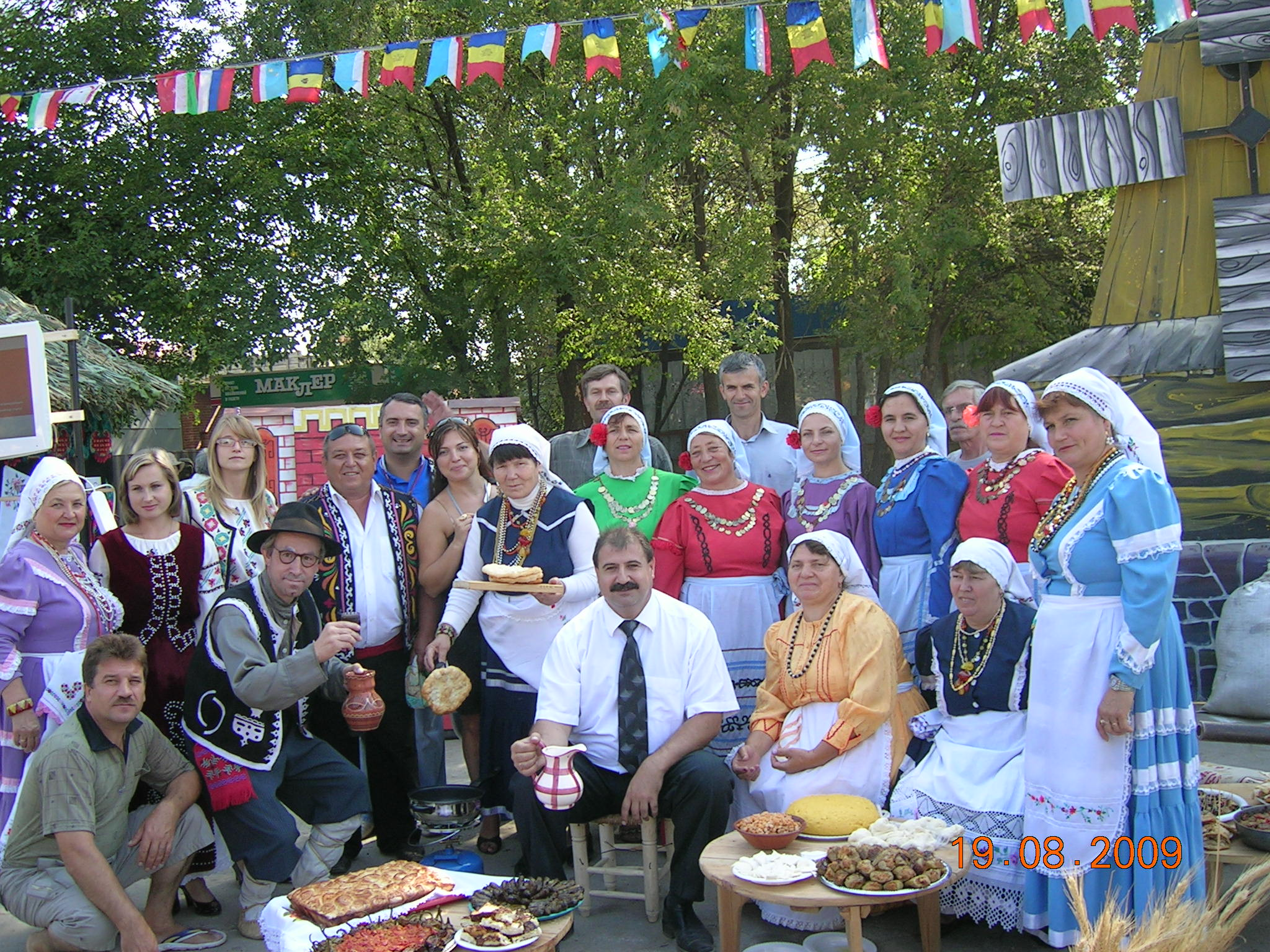
Гагаузы города Чадыр-Лунга в национальных костюмах

Национальный гагаузский костюм (гаг. gagauz halk giimi) отражает специфику, традиционную культуру и быт гагаузов.

## Основные предметы национального костюма

### Мужской костюм
Одежда гагаузского мужчины состояла в основном из рубахи, широких суконных штанов, широкого красного пояса, шляпы летом и каракулевой шапки зимой. В холода одной шапкой не ограничивались, надевали меховый жилет или короткую куртку из овчины. На зимних одеяниях сказывалось основное занятие гагаузского народа – овцеводство. Молоко, брынзу, мясо, шерсть для пряжи и мех для зимней одежды поставляли овцы – домашние кормилицы. Обувь — из овечьей или телячьей кожи.

### Женский костюм
Традиционный гагаузский женский костюм состоял из домотканой полотняной рубахи, платья без рукавов, черного платка. В праздники за край платка чуть ниже уровня глаз вставляли красный или розовый цветок. Женская одежда была преимущественно темных тонов, лишь кое-где проглядывала скромная вышивка. В холода надевали платье с рукавами, кофту из сукна да меховую безрукавку. Украшения: обязательные бусы, монисто, браслеты, серьги.

## Разновидности гагаузской национальной одежды

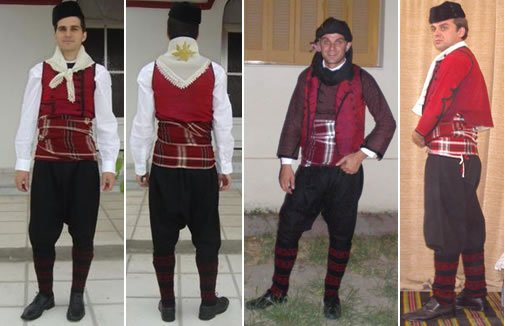
Мужской костюм гагаузов Греции, г. Орестиада

Между греческими и бессарабскими гагаузами наблюдаются некоторые различия  в народном костюме. В музее г. Александрополиса представлены мужские и женские костюмы гагаузов. Эти костюмы, по мнению специалистов историко-этнографического музея указанного города, характерны для жителей Фракии. Большая коллекция гагаузских народных костюмов собрана в историко-этнографическом музее г. Неа Орестиада. Костюмы этнографических танцевальных коллективов из каждого гагаузского села имеют свои особенности: цвет ткани, узоры, вышивка, кружева, покрой и т.д. Богатство и яркость женских костюмов греческих гагаузов отличается от женских костюмов гагаузов Бессарабии, где преобладают сдержанные тона. В мужском костюме греческих гагаузов привлекают внимание широкие пояса яркой расцветки и ножи в ножнах, которые мужчины носили за поясом.